# 고양 태고사 원증국사탑
고양 태고사 원증국사탑(高陽 太古寺 圓證國師塔)은 대한민국 경기도 고양시 덕양구 북한동, 태고사에 있는, 고려시대의 승려인 원증국사 보우의 사리탑이다. 1983년 12월 27일 대한민국의 보물 제749호로 지정되었다.

## 개요
고려 후기의 승려인 원증국사 보우의 사리탑으로, 3단으로 이루어진 기단(基壇)위로 탑신(塔身)을 올린 후 독특한 모습의 머리장식을 얹었다.
기단의 맨 밑단이 되는 4각의 아래받침돌은 각 면마다 모서리와 가운데에 기둥모양의 조각을 새겼으며, 그 윗면에는 굵은 선으로 연꽃무늬를 새겨 두었다. 8각의 가운데받침돌은 각 모서리에 원기둥을 새긴 후 면마다 큼직한 꽃무늬를 새겨 장식하였다. 원형에 가까운 윗받침돌은 굵은 선으로 연꽃을 새겼고, 꽃잎 안에 고사리무늬를 두었다. 탑신의 몸돌은 원형으로 위쪽이 좁아져서 지붕돌 밑면에 들어 맞게 되어있다. 지붕돌은 처마가 거의 수평을 이루며, 각 귀퉁이마다 꽃장식이 투박하게 솟아 있다. 지붕돌 위로는 머리장식이 있다.
고양 태고사 원증국사탑비(보물 제611호)의 건립이 고려 우왕 11년(1385)이므로, 이 사리탑은 그 이후에 만들어졌을 것으로 짐작된다.

## 같이 보기
- 보우
- 고양 태고사 원증국사탑비 - 보물 제611호

## 참고 자료
- 고양 태고사 원증국사탑 - 국가유산청 국가유산포털